# Kačanov
Kačanov (in ungherese Kácsánd) è un comune della Slovacchia facente parte del distretto di Michalovce, nella regione di Košice.